# Perkins Engines
Perkins Engines Company Limited je angleški proizvajalec dizelskih in bencinskih motorjev. Perkins motorji se uporabljajo gradbeništvu, kmetijstvu, industriji in v elektrarnah. 
Podjetje je bilo ustanvoljeno 7. junija 1932 v Queen Street, Peterborough. Danes je Perkins podružnica od korporacije Caterpillar Inc..